# Gerard II van Vaudémont
Gerard II van Vaudémont (overleden in 1188) was van 1155 tot aan zijn dood graaf van Vaudémont. Hij behoorde tot het huis Lotharingen.

## Levensloop
Gerard II was de oudste zoon van graaf Hugo I van Vaudémont en Aigeline van Bourgondië, dochter van hertog Hugo II van Bourgondië.
Toen zijn vader in 1147 op Tweede Kruistocht vertrok, kreeg Gerard II de regering over het graafschap Vaudémont toevertrouwd. Omdat zijn vader in 1149 niet terugkwam uit Palestina, werd hij als overleden beschouwd totdat hij in 1153 alsnog terugkwam uit Palestina. In 1155 volgde Gerard II zijn overleden vader op als graaf van Vaudémont, dat hij bestuurde tot aan zijn dood in 1188.
Over zijn regering als graaf van Vaudémont is er weinig geweten, behalve dat hij vele donaties deed aan abdijen in Lotharingen.

## Huwelijken en nakomelingen
In 1158 huwde Gerard met Gertrudis, dochter van heer Godfried III van Joinville. Ze kregen volgende kinderen:
- Hugo II (1167-1242), graaf van Vaudémont
- Godfried (overleden voor 1248), heer van Deuilly en Clefmont
- Gerard (overleden in 1219), bisschop van Toul
- Comtesse

In 1187 huwde hij met zijn tweede echtgenote Ombeline van Vandoeuvre. Ze kregen een zoon:
- Orly, heer van Magny-Fouchard